# Peitica
O peitica (Empidonomus varius) ou bem-te-vi-peitica é uma espécie de ave da família Tyrannidae. Com a reclassificação da peitica-de-chapéu-preto no seu próprio género, esta espécie é de momento a única incluída no género Empidonomus.
Pode ser encontrada nos seguintes países: Argentina, Bolívia, Brasil, Canadá, Colômbia, Equador, Guiana Francesa, Guiana, Paraguai, Peru, Suriname, Trinidad e Tobago, Estados Unidos da América, Uruguai e Venezuela.
Os seus habitats naturais são: florestas secas tropicais ou subtropicais , florestas subtropicais ou tropicais húmidas de baixa altitude e florestas secundárias altamente degradadas.
É também confundida com o bem-te-vi pirata (Legatus leucophaius).

## Etimologia
Seu nome provém do tupi antigo peitika.
O nome peitica foi selecionado como nome vernáculo técnico para a espécie Empidonomus varius pelo Comitê Brasileiro de Registros Ornitológicos (CBRO) em 2021.